# Jukka Salo
Jukka Sakari Salo, född 12 februari 1958 i Björneborg, är en finländsk ekolog.  
Salo verkade 1986–1989 som forskare vid Åbo universitet, där han blev filosofie doktor 1988, docent i landskapsekologi 1990 och professor i biodiversitetsforskning 1995 (från 2001 med tillägget "och miljövetenskaper"). Han är även docent i tropisk ekologi vid Kuopio universitet sedan 1991 och gästprofessor vid Universidad de la Amazonia i Peru sedan 1994. 
Salos forskning har särskilt gällt biodiversitet i Amazonområdet och han innehar många sakkunnig- och förtroendeuppdrag inom internationella miljöprogram. Han är en framstående popularisator och läroboksförfattare med böcker som Eläinten käyttäytyminen (med Martti Soikkeli, 1983) och Evoluutio (med många medförfattare, 1985). För den förra tilldelades han 1984 Statens informationspris; 1992 erhöll han Fack-Finlandia-priset för boken Amazonia (tillsammans med Mikko Pyhälä). 